# Districtul Berrouaghia
Berrouaghia este un district din provincia Médéa, Algeria.